# Rio di San Giovanni Evangelista

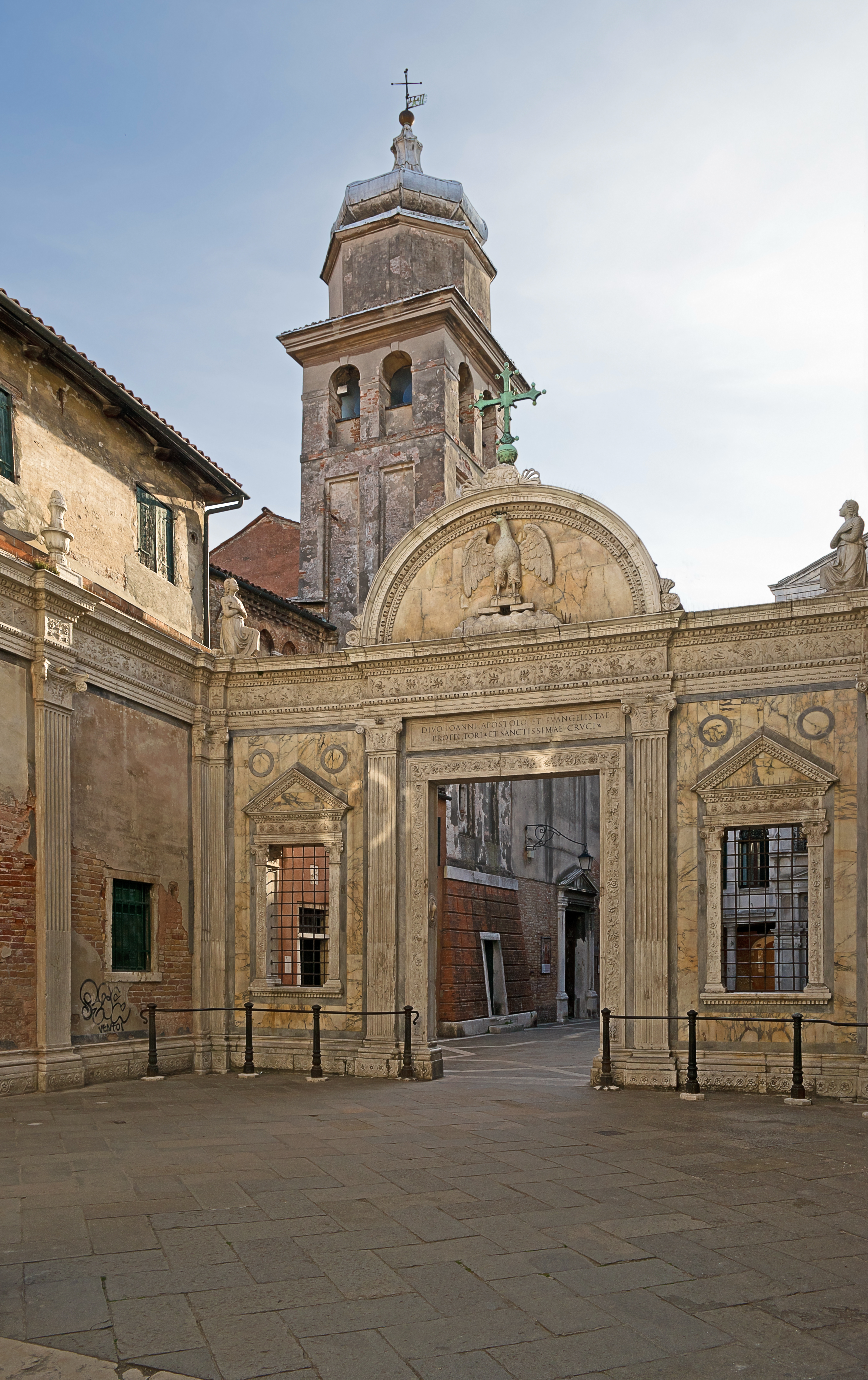
La scuola de San Giovanni Evangelista

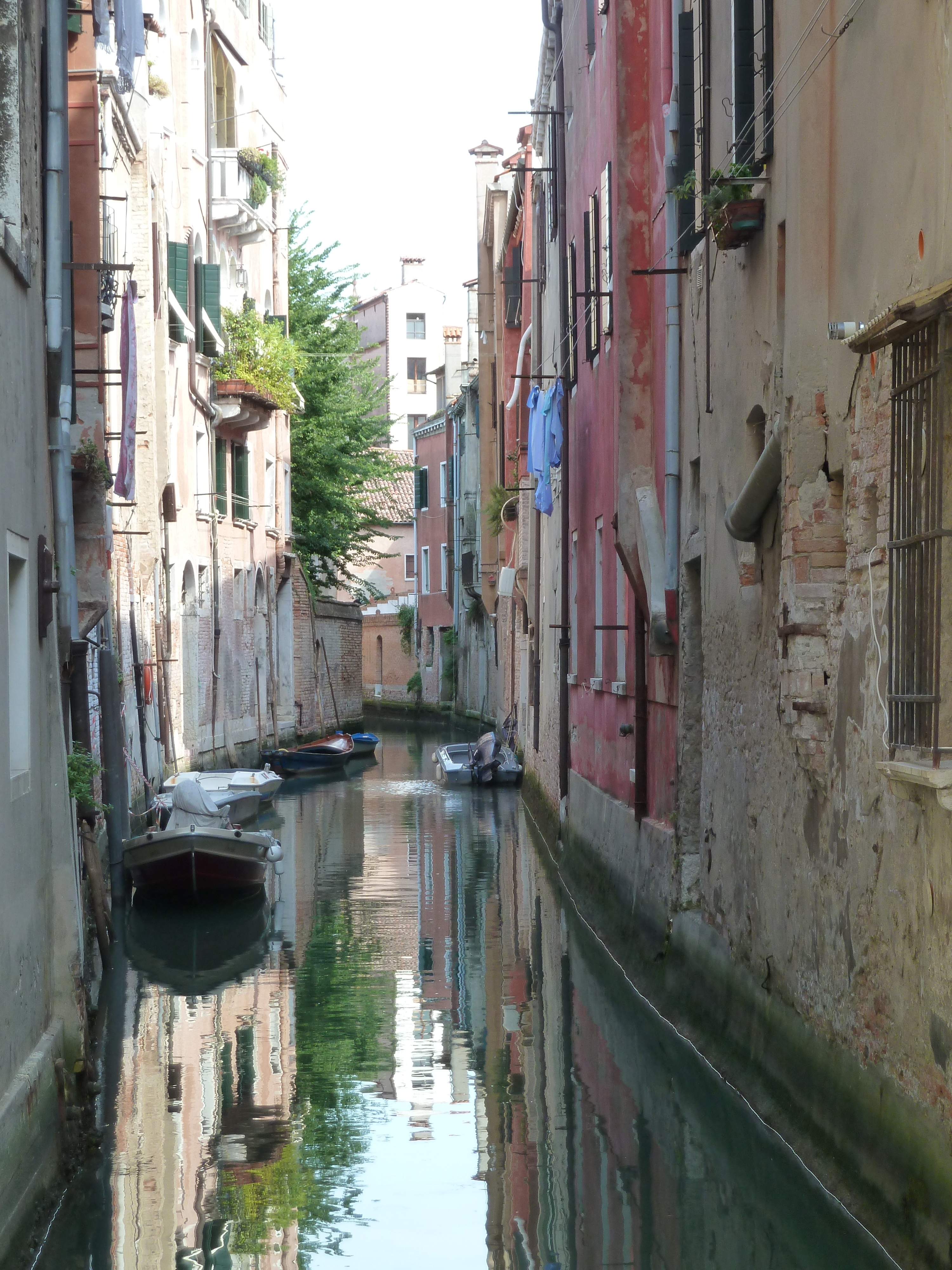
Le rio vers l'est

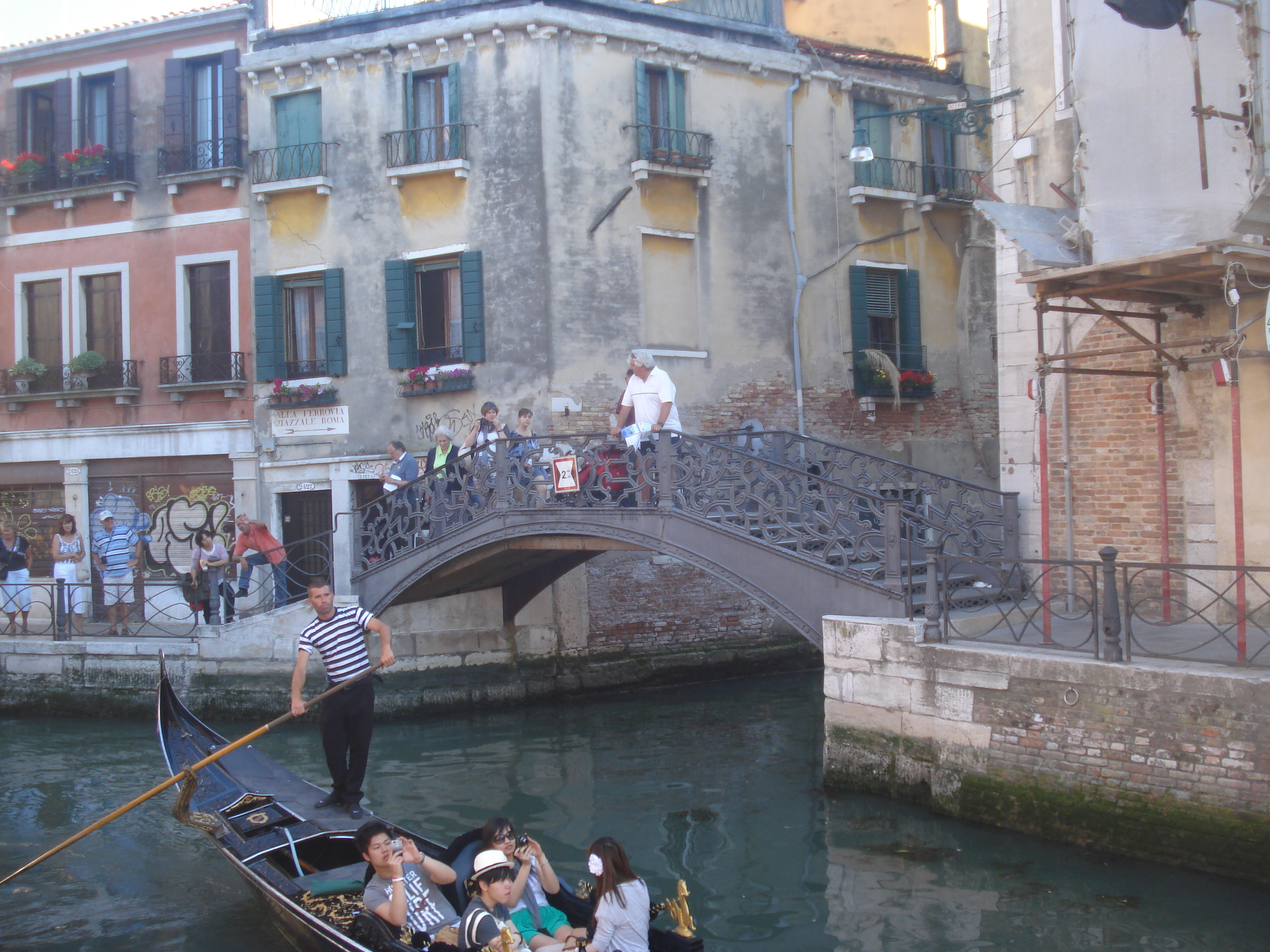
ponte de la Late

Le rio di San Giovanni Evangelista (en vénitien Rio de San Zuane; canal de Saint-Jean-Évangéliste) est un canal de Venise dans le sestiere de Santa Croce, marquant la limite avec San Polo. 

## Origine
Le nom provient de l'Église San Giovanni Evangelista, toute proche.

## Description
Le rio a une longueur d'environ 250 mètres. Il part du confluent des rio Marin et Giacomo dall'Orio vers le sud-ouest, puis ouest pour rejoindre le rio de le Muneghete.

### Rio de Gesù e Maria
Jadis, le canal de Jésus et Marie était un canal en cul-de-sac qui reliait le Rio di San Giovanni Evangelista au couvent des moniales augustines, appelé le muneghete. Les sœurs Pasqualigo de retour de Candie, fondèrent une congrégation de femmes pieuses avec un oratoire dédié à la Nativité du Seigneur (appelé Jésus et Marie) en 1623. Ils adoptèrent la règle de saint Augustin et en 1633 ils construisirent une église. En 1805, les religieuses furent concentrées avec celles de Sant'Andrea. En 1821, on y introduisit les religieuses de l'Ordre des Servites de Marie sous le patronage de Notre-Dame des Douleurs.

En 1856, ce canal fut enfoui et on créa la calle Sechera. Les secchera ou secchi étaient des endroits qui étaient recouverts d'eau au moment du flux marin, mais secs au moment du reflux.

## Situation
- Ce rio longe la Scuola Grande di San Giovanni Evangelista(it).

## Pont
Ce rio est traversé par le ponte de la Late reliant Calle de l'Ogio o del Cafetier  et Fondamenta Rio Marin'